# Cabo de guerra nos Jogos Olímpicos
Cabo de guerra(pt-BR) ou jogos de corda(pt-PT?) foi uma modalidade esportiva por equipes disputada nos Jogos Olímpicos entre as edições de 1900, em Paris, e 1920, em Antuérpia.
Sem o critério de atletas defendendo seus respectivos países, inicialmente o cabo de guerra era disputado por clubes, tornando possível a um mesmo país conquistar mais de uma medalha. Isso aconteceu em 1904, quando os Estados Unidos conquistaram os três primeiros lugares, e em 1908, quando o pódio foi ocupado apenas por equipes britânicas. Apenas homens participaram na modalidade.

## Quadro geral de medalhas
| Ordem | País               | Medalha de ouro | Medalha de prata | Medalha de bronze |   |
| ----- | ------------------ | --------------- | ---------------- | ----------------- | - |
| 1     | GBR Grã-Bretanha   | 2               | 2                | 1                 | 5 |
| 2     | USA Estados Unidos | 1               | 1                | 1                 | 3 |
| 3     | ZZX Equipa mista   | 1               |                  |                   | 1 |
| 3     | SWE Suécia         | 1               |                  |                   | 1 |
| 5     | FRA França         |                 | 1                |                   | 1 |
| 5     | NED Países Baixos  |                 | 1                |                   | 1 |
| 7     | BEL Bélgica        |                 |                  | 1                 | 1 |